# Linneus (Missouri)
Linneus város az USA Missouri államában. Lakosainak száma 281 fő (2020. április 1.).

## Népesség
A település népességének változása:

| 2010 | 278 |
| 2020 | 281 |